# Кеттельхут, Эрих
Эрих Карл Генрих Кеттельхут (нем. Erich Karl Heinrich Kettelhut; 1 ноября 1893, Берлин — 13 марта 1979, Гамбург) — немецкий производственный дизайнер, арт-директор и декоратор. Известен прежде всего работой над фильмами Фрица Ланга "Нибелунги" и "Метрополис".

## Биография
Получив образование театрального художника, Эрих Кеттельхут работал в Городской Опере Берлина и в Ахене. Первую известность ему принесла разработка декораций для восьмичастного эпического фильма «Хозяйка мира» (1919), а также создание экзотических видов и зданий для «Индийской гробницы» (1921), сценарий которой написал Фриц Ланг. Настоявшую славу Кеттельхуту принесли колоссальные декорации придуманные именно для фильмов Ланга, с которым художник начал работать как с режиссером в 1920 году. До сих пор впечатляет удивительные пейзажи и конструкция дракона из фильма «Нибелунги». В следующей крупнобюджетной постановке, фильме «Метрополис» (1927) Фриц Ланг создал органичный синтез экспрессионизма и новой вещественности. В немалой степени это удалось благодаря особой атмосфере декораций и костюмов Кеттельхута. Кроме практической деятельности Кеттельхут работал в качестве лектора Немецкой киноакадемии в Бабельсберге. В 1968 году он был награжден Немецкой Премией в области кино.